# Black Coffee
Pour les articles homonymes, voir Black Coffee (homonymie).
Black Coffee est une pièce de théâtre policière originale d'Agatha Christie de 1930. Cette pièce met en scène Hercule Poirot et son ami Arthur Hastings face à un meurtre et une mystérieuse formule volée...

## Historique de la pièce
Déçue du portrait dressé d'Hercule Poirot dans les différentes adaptations et agacée des importants changements effectués dans la première pièce de théâtre Alibi de 1928, Agatha Christie décide d'écrire elle-même une pièce de théâtre originale mettant en scène son détective belge. Black Coffee est tout d'abord rodée au Everyman Theatre à Hampstead (Londres), puis s'installe en décembre 1930 au Embassy Theatre et est enfin transférée au St Martin's Theatre quelques mois plus tard.
Agatha Christie accepte que le rôle d'Hercule Poirot soit confié à Francis L. Sullivan, même si celui-ci n'a aucune ressemblance physique avec le personnage. Son interprétation finit par la convaincre, et ils deviendront des amis proches.
Le 15 juillet 2012, David Suchet, interprète d'Hercule Poirot dans la série éponyme, effectue une lecture de la pièce au Chichester Festival Theatre.
Après 60 ans d'absence au Royaume-Uni pour ne pas concurrencer les différents films et séries, la pièce de théâtre est rejouée avec Robert Powell dans le rôle d'Hercule Poirot. La première a lieu le 7 janvier 2014 au Theatre Royal de Windsor, puis la pièce part en tournée à travers le pays.

## Argument
Hercule Poirot et son ami Hastings sont appelés à se rendre au domicile du célèbre physicien Sir Claud Amory, qui a mis au point la formule d'un nouveau type d'explosif ; mais ils apprennent qu'il a été empoisonné (dans son café noir, d'où le titre) la nuit de leur arrivée. Poirot doit maintenant relever le défi de déterminer qui, parmi les nombreuses autres personnes réunies à la résidence des Amory, est le meurtrier. Il interroge toutes les personnes présentes le soir du meurtre. Il conclut ensuite son enquête avec l'aide d'un vieil ami de Scotland Yard.

## Personnages
- Hercule Poirot, célèbre détective belge
- Capitaine Arthur Hastings, ami et assistant de Poirot
- Inspecteur en chef James Japp, détective de Scotland Yard et un autre assistant de Poirot
- Sir Claud Amory, riche scientifique reclus qui meurt d'un empoisonnement à l'hyoscine dans son café noir
- Richard Amory, fils unique de Sir Claud
- Lucia Amory, femme italienne de Richard
- Caroline Amory, sœur célibataire de Sir Claud
- Barbara Amory, nièce de Sir Claud et de Caroline
- Edward Raynor, secrétaire de Sir Claud
- Dr Carelli, connaissance de Lucia, vraisemblablement un vieil ami italien

## Distribution
Distribution originale de 1930 :
Comédiens
- Francis L. Sullivan : Hercule Poirot
- John Boxer : Capitaine Hastings
- Joyce Bland : Lucia Amory

## Adaptations
Le texte de la pièce est publié en novembre 1934 chez Alfred and Sons, et réédité en 1952.
La pièce a fait l'objet, en 1931, d'une adaptation au cinéma, Black Coffee, réalisée par Leslie S. Hiscott, avec Austin Trevor dans le rôle principal.
La pièce est réadaptée en 1932 en France sous le titre Le Coffret de laque par Les Établissements Jacques Haïk, sous la direction de Jean Kemm. Le film est diffusé à l'international sous le titre The Lacquered Box. C'est la première adaptation d'une œuvre d'Agatha Christie qui ne soit pas en langue anglaise.
Après la mort d'Agatha Christie, en 1976, les éditions Collins ont chargé l'écrivain australien Charles Osborne, auteur d'ouvrages sur la musique, de rédiger une novellisation de la pièce, publiée en 1999, toujours sous le titre Black Coffee.